# Залцбург (провинция)
Залцбург (на немски: Salzburg) е федерална провинция в състава на Австрия.

## География

### Местоположение
Провинция Залцбург, с нейната главна река Залцах, се намира между провинциите Горна Австрия, Щирия, Каринтия, Тирол, Южен Тирол (Италия) и Бавария (Германия).
През южната част минават Централните Алпи с многобройни 3000 метрови върхове. Масивът Дахщайн и Берхтесгаденските Алпи граничат със Залцбург на изток и на север.

### Главни градове
- Залцбург (150 269 жит.)
- Халайн (19 473 жит.)
- Заалфелден (15 661 жит.)
- Валс-Зиценхайм (11 100 жит.)
- Санкт Йохан ин Понгау (10 259 жит.)
- Бишофсхофен (10 061 жит.)
- Цел ам Зее (9991 жит.)
- Зеекирхен (9513 жит.)

### Административно деление
Провинцията се състои от 6 окръга, 1 град със самостоятелен статут (на окръг) и 5 окръга:

#### Градове със самостоятелен статут
- Залцбург

#### Окръзи
- Залцбург-Умгебунг
- Санкт Йохан ин Понгау
- Тамсвег
- Халайн
- Цел ам Зее

## История
Името на провинцията е тясно свързано с промишлеността за преработка на сол. На немски Salzburg означава „Замък от сол“.

## Политика
Управлението на провинцията се състои от представители на социалдемократическата и народната партия. Местното правителство от 2004 е водено от представителката на социалдемократите Габи Бургщалер – първата жена, заемаща този пост в Залцбург.

## Икономика
В продължение на много векове в основата на икономиката на Залцбург и околните градове е добиването, рафинирането и продажбата на сол. От XV век започва да се развива и производството на бира и металургичната промишленост. В околните планини са открити находища на цинкови и медни руди. С изчерпването им обаче през XVIII – XIX век по-голяма роля в индустриалната структура започват да играят преработващите фабрики. Развива се транспорта и банковото дело. В края на ХХ век липсата на вълища е довела до интензивно изграждане на водноелектрически централи по планинските реки в региона, за да се осигури електроенергия.
Провинция Залцбург е един от най-бързо развиващите се региони в Европа. Икономика, фокусирана върху подкрепата на малки и средни предприятия в криза, се превръща в гаранция за стабилност. Въз основа на географското си разположение, Залцбург е седалище на много национални и международни корпорации като Порше и Ред Бул.